# Katalin Sterk
Katalin Sterk (ur. 30 września 1961) – węgierska lekkoatletka, specjalizująca się w skoku wzwyż.
Brązowa medalistka halowych mistrzostw Europy (Mediolan 1982). Wielokrotna mistrzyni kraju.

## Rekordy życiowe
- skok wzwyż (stadion) – 1,98 m (1986)
- skok wzwyż (hala) – 1,99 m (1982) rekord Węgier